# ناباردندا د گردس
ناباردندا د گردس دهستانی در استان آبیلای اسپانیا است.
در این دهستان ۴۶۶ نفر زندگی می‌کنند. مساحت این دهستان ۷۸٫۹۲ کیلومتر مربع است.